# Francesco Saverio Romano
Francesco Saverio Romano (ur. 24 grudnia 1964 w Palermo) – włoski polityk, prawnik, parlamentarzysta, w 2011 minister rolnictwa.

## Życiorys
Ukończył w 1988 studia prawnicze na Uniwersytecie w Palermo, gdzie działał w organizacjach studenckich. Wstąpił następnie do Chrześcijańskiej Demokracji, od 1987 był członkiem władz regionalnych jej organizacji młodzieżowej. Od 1990 był radnym prowincji Palermo, w latach 1993–1994 pełnił funkcję asesora (członka władz wykonawczych) odpowiedzialnego za drogi. W latach 1997–2001 zajmował stanowisko prezesa IRCAC, sycylijskiej instytucji kredytowej.
W 2001, 2006, 2008 i 2013 uzyskiwał mandat posła do Izby Deputowanych XIV, XV, XVI i XVII kadencji. Został jednym z liderów Unii Chrześcijańskich Demokratów i Centrum, kierował jego strukturami na Sycylii. W 2004 został wybrany do Parlamentu Europejskiego VII kadencji, jednak zrezygnował z objęcia mandatu. W 2010 opuścił UDC, opowiadając się za wspieraniem rządu Silvia Berlusconiego. Objął funkcję koordynatora nowo powołanej partii pod nazwą Ludowcy Włoch Jutra. 23 marca 2011 został powołany w skład rządu jako minister polityki rolnej, żywnościowej i leśnej. Pełnił tę funkcję do 16 listopada 2011.
Jego nominacja została skrytykowana przez prezydenta Giorgia Napolitano, który domagał się wyjaśnień w sprawach postępowania karnego wobec przyszłego ministra. Francesco Saverio Romano, współpracownik Salvatore Cuffaro, był w kręgu podejrzeń o przestępstwa korupcyjne, sam jednak nie został oskarżony.
W styczniu 2012 stanął na czele partii Cantiere Popolare, powstałej głównie na bazie PID. Związał się też z ugrupowaniem Noi con l’Italia. W wyniku wyborów w 2022 powrócił w skład niższej izby włoskiego parlamentu.